# Polonia en los Juegos Paralímpicos de Toronto 1976
Polonia estuvo representada en los Juegos Paralímpicos de Toronto 1976 por un total de 37 deportistas, 23 hombres y 14 mujeres.

## Medallistas
El equipo paralímpico polaco obtuvo las siguientes medallas:
| Nombre                                                   | Deporte   | Evento                                    |
| -------------------------------------------------------- | --------- | ----------------------------------------- |
| Oro                                                      |           |                                           |
| Irena Bąk                                                | Atletismo | 60 m A femenino                           |
| Irena Bąk                                                | Atletismo | Peso A femenino                           |
| Stefania Chwedoruk                                       | Atletismo | Salto de longitud D femenino              |
| Stefania Chwedoruk                                       | Atletismo | Pentatlón D femenino                      |
| Krystyna Owczarczyk                                      | Atletismo | Disco 2 femenino                          |
| Bożena Kwiatkowska                                       | Atletismo | Disco B femenino                          |
| Barbara Bedła                                            | Atletismo | Pentatlón D1 femenino                     |
| Ryszard Kożuch                                           | Atletismo | 60 m A masculino                          |
| Ryszard Kożuch                                           | Atletismo | Pentatlón A masculino                     |
| Jan Brzegowski                                           | Atletismo | Disco B masculino                         |
| Jan Krauz                                                | Atletismo | Salto de longitud E masculino             |
| Andrzej Pawlik                                           | Atletismo | Pentatlón B masculino                     |
| Helena Zajączkowska                                      | Natación  | 100 m mariposa B femenino                 |
| Helena Zajączkowska                                      | Natación  | 100 m libre B femenino                    |
| Sobczak                                                  | Natación  | 50 m braza 4 femenino                     |
| Sobczak                                                  | Natación  | 50 m libre 4 femenino                     |
| Sobczak                                                  | Natación  | 150 m estilos 4 femenino                  |
| Grzegorz Biela                                           | Natación  | 100 m braza C masculino                   |
| Grzegorz Biela                                           | Natación  | 100 m libre C masculino                   |
| Grzegorz Biela                                           | Natación  | 100 m mariposa C masculino                |
| Grzegorz Biela                                           | Natación  | 200 m estilos C masculino                 |
| Andrzej Kietliński                                       | Natación  | 150 m estilos 4 masculino                 |
| Ryszard Machowczyk                                       | Natación  | 150 m estilos 5 masculino                 |
| Mirosław Owczarek Andrzej Kietliński Ryszard Machowczyk  | Natación  | 3 × 100 m estilos clase abierta masculino |
| Plata                                                    |           |                                           |
| Bożena Kwiatkowska                                       | Atletismo | Peso B femenino                           |
| Henryk Piątkowski                                        | Atletismo | Pentatlón C1 masculino                    |
| Renata Mathiesen                                         | Natación  | 100 m libre 5 femenino                    |
| Renata Mathiesen                                         | Natación  | 150 m estilos 5 femenino                  |
| Barbara Kopycka                                          | Natación  | 100 m braza 6 femenino                    |
| Barbara Kopycka                                          | Natación  | 150 m estilos 6 femenino                  |
| Anna Pogorzelska                                         | Natación  | 50 m libre 3 femenino                     |
| Lidia Rothe                                              | Natación  | 100 m braza 5 femenino                    |
| Krystyna Sikorska                                        | Natación  | 100 m mariposa D femenino                 |
| Elżbieta Mączka Anna Pogorzelska Sobczak                 | Natación  | 3 × 50 m estilos 2-4 femenino             |
| Barbara Kopycka Renata Mathiesen Lidia Rothe             | Natación  | 3 × 100 m estilos clase abierta femenino  |
| Konrad Kołbik                                            | Natación  | 50 m braza F masculino                    |
| Konrad Kołbik                                            | Natación  | 150 m estilos F masculino                 |
| Mirosław Owczarek                                        | Natación  | 50 m braza 3 masculino                    |
| Andrzej Kietliński                                       | Natación  | 50 m braza 4 masculino                    |
| Wojciech Monterial                                       | Natación  | 100 m braza 5 masculino                   |
| Mirosław Owczarek Andrzej Kietliński Mirosław Nowakowski | Natación  | 3 × 50 m estilos 2-4 masculino            |
| Bronce                                                   |           |                                           |
| Krystyna Owczarczyk                                      | Atletismo | Peso 2 femenino                           |
| Tadeusz Milewski                                         | Atletismo | Disco A masculino                         |
| Andrzej Pawlik                                           | Atletismo | Peso B masculino                          |
| Krystyna Sikorska                                        | Natación  | 100 m libre D femenino                    |
| Krystyna Sikorska                                        | Natación  | 200 m estilos D femenino                  |
| Anna Pogorzelska                                         | Natación  | 50 m braza 3 femenino                     |
| Renata Mathiesen                                         | Natación  | 100 m braza 5 femenino                    |
| Lidia Rothe                                              | Natación  | 100 m libre 5 femenino                    |
| Konrad Kołbik                                            | Natación  | 50 m espalda F masculino                  |
| Konrad Kołbik                                            | Natación  | 50 m libre F masculino                    |
| Ryszard Machowczyk                                       | Natación  | 100 m braza 5 masculino                   |
| Grzegorz Biela                                           | Natación  | 100 m espalda C masculino                 |